# لوک رابرتز (بازیگر)
لوک جان رابرتز (به انگلیسی: Luke John Roberts) هنرپیشه اهل بریتانیا است. وی از سال ۲۰۰۱ میلادی تاکنون مشغول فعالیت بوده است.
از مجموعه تلویزیونی که وی در آن نقش داشته است می‌توان به ژوزف بیرن در شهر هالبی (۲۰۰۶-۲۰۱۱)، وودز راجرز در بادبان‌های سیاه (۲۰۱۶-۲۰۱۷) و اریک بومانت در جان‌بها (۲۰۱۷-۲۰۱۹) اشاره کرد. همچنین وی در صداپیشگی شخصیت اصلی بازی سایلنت هیل ۲ (بازی ویدئویی ۲۰۲۴) جیمز ساندرلند ایفای نقش کرده است.